# Sankt Margarethen bei Knittelfeld
Sankt Margarethen bei Knittelfeld è un comune austriaco di 2 749 abitanti nel distretto di Murtal, in Stiria. Il 1º gennaio 2016 ha inglobato i comuni soppressi di Rachau e Sankt Lorenzen bei Knittelfeld.